# Piaster
Piaster är en valuta använd i ett flertal olika länder.
Under medeltiden användes det i olika italienska stater, bland annat Bologna, Florens, Genua och Kyrkostaten, stora silvermynt. I övrigt har den förekommit i en rad andra stater, Fransk Indokinapiaster var valuta i Franska indokina 1885–1952. Som skiljemynt förekommer det i Sudan där pundet indelas i 100 piaster, den jordanska dinaren indelas också i 100 piaster, liksom det egyptiska, libanesiska och det syriska pundet. Det förekom även tidigare som skiljemynt på Cypern, där 180 piaster motsvarade 1 Cypriotiskt pund.
Piaster är en äldre benämning på peso.